# La Manga
La Manga (spansk: ærmet) er en halvø i regionen Murcia i Spanien, som er beliggende på Costa Calida (Den varme kyst). De første bygninger blev bygget i 1963, og siden har tendensen været dramatisk og La Manga er nu fuldt udviklet. I løbet af de seneste ti år er antallet af turister, der besøger regionen steget kraftigt, og området besøges årligt af hundredtusinder af mennesker. Hovedsagligt består af La Mangas bygningsmasse af privatejede lejligheder, hoteller og lokale virksomheder begrænset til servicesektoren (restauranter, butikker osv). Fra start til slut er La Manga omkring 25 km lang, og har kun indfaldsvej i den ene ende.
Fodboldturneringen La Manga Cup er blevet spillet på ferie- og sportscenteret La Manga Club siden 1999.